# Rejestrowany związek partnerski
Rejestrowany związek partnerski, formalny związek partnerski lub związek partnerski – uznany prawnie związek dwóch osób. Istnieje kilka terminów równoważnych związkom partnerskim (ang. registered partnerships), które różnią się nazwami: związki cywilne (ang. civil unions), partnerstwo domowe (ang. domestic partnerships) i inne.
W zależności od jurysdykcji, regulacje prawne różnią się, obejmując pary tej samej płci i różnej płci (np. PACS we Francji, unión concubinaria w Urugwaju i civil partnership w Wielkiej Brytanii), zwłaszcza w krajach nieuznających małżeństw osób homoseksualnych (np. Węgry). We Francji, w której związki partnerskie są dostępne zarówno dla związków hetero- i homoseksualnych, pary osób różnej płci stanowią ich większość, w 2010 – 96% wszystkich związków partnerskich.
Zróżnicowany jest także zakres praw i obowiązków stron związku partnerskiego: w niektórych krajach związki partnerskie mają wszystkie lub niemal wszystkie prawa i obowiązki małżeństw cywilnych, zaś w innych tylko ich część.
Mimo to, w większości krajów jedyną uznawaną prawnie formą związku intymnego jest małżeństwo (osób hetero- lub w niektórych krajach hetero- lub homoseksualnych).
W pięciu stanach USA możliwe jest zawarcie heteroseksualnego związku partnerskiego, zamiast małżeństwa, gdy jedna z osób nie osiągnęła wyznaczonego wieku (ma 15 do 18 lat). Jest on traktowany jako forma tymczasowa, przed zawarciem małżeństwa.

## Zarys historyczny
Stosunek społeczeństwa do homoseksualności i do formalnych związków par tej samej płci jest zależny od miejsca i czasów – począwszy od pełnej akceptacji i integracji, poprzez neutralność i tolerancję, po nieuznawanie, dyskryminację, a nawet prześladowanie i fizyczną eksterminację.
John Boswell podaje, że najstarsze znane zapiski o zawieraniu formalnych związków między osobami tej samej płci pochodzą z doryckiej Krety (VII wiek p.n.e.) i starożytnego Rzymu. Jego zdaniem, związki tej samej płci zawierano formalnie też w pierwszych wspólnotach chrześcijańskich. Inni naukowcy wskazują, że opis w książce „Same-Sex Unions in Premodern Europe” adelphopoiesis jako formy małżeństwa homoseksualnego, jest nadinterpretacją. Wraz z rosnącymi problemami ekonomicznymi i politycznymi Cesarstwa Rzymskiego, ludzie homoseksualni, jak i inne mniejszości, stali się kozłami ofiarnymi dla cesarzy Rzymu i Kościoła katolickiego, usprawiedliwiając nieudolność rządzących bądź niepowodzenia organizacji kościelnych.
Najstarszy znany zapis dotyczący zawarcia małżeństwa jednopłciowego pochodzi z 1061 roku kiedy to związek zawarli Pedro Díaz i Muño Vandilaz z hiszpańskiej Galicji. Ślub został udzielony przez kapłana katolickiego w małej kaplicy, a dokumenty historyczne o tym wydarzeniu odnaleziono w Klasztorze San Salvador de Celanova.
W czasach wiktoriańskich znane było bostońskie małżeństwo – związek dwóch niezamężnych kobiet, pozbawiony był relacji seksualnych, jednak niektóre z nich miał charakter romantyczny. Współczesne równouprawnienie związków tej samej płci przez całe państwo zapoczątkowano w Danii, w roku 1989, gdzie wprowadzono po raz pierwszy związki partnerskie, które zastąpiono w 2012 równouprawnieniem małżeństw.

## Stan obecny

### Uznanie
Państwa i inne jednostki terytorialne, w których uznawane są związki partnerskie (obejmujące pary osób tej samej płci i ewentualnie też pary różnopłciowe). Daty uprawomocnienia podano w nawiasach. Na liście nie uwzględniono krajów, w których możliwe było zawieranie związków partnerskich. W przeciwieństwie do Urugwaju (hiszp. unión concubinaria) i Wielkiej Brytanii (ang. civil partnerships), nie utrzymano możliwości zawarcia związku partnerskiego i zastąpiono je całkowicie przez uznanie małżeństw osób tej samej płci lub unieważniono po okresie współistnienia z powodu naruszenia prawa równości obywatelskiej i niedyskryminacji. Do tych krajów należą: Argentyna, Belgia, Dania,  Hiszpania, Holandia, Islandia, Kanada, Luksemburg, Norwegia, Nowa Zelandia, Portugalia, Republika Południowej Afryki, Szwecja, niektóre stany Brazylii, Meksyku i USA.

#### Afryka
- Południowa Afryka (2006)[15]
- Francja[16]
  -  Majotta (1999)[17]
  -  Reunion (1999)[17]
- Hiszpania
  -  Wyspy Kanaryjskie (2003)[18]
  -  Ceuta (1998)[19]
  -  Melilla (2008)[20]

#### Ameryka Południowa
- Francja
  -  Gujana Francuska (1999)
- Wenezuela
  -  Mérida[21]
- Brazylia (2002)[22]
- Argentyna[23]
  -  Río Negro (2003)[24]
  -  Buenos Aires (2003)[25]
  - miasto  Villa Carlos Paz (2007)[26]
  - miasto  Río Cuarto (2009)[27]
- Urugwaj (2008)[28]
- Ekwador (2008)[29]
- Kolumbia (2009)[30]
- Chile (2015)[31]
- Wenezuela
  -  Mérida[21]

#### Ameryka Północna
- Kostaryka (dla par różnej płci w 1995)[32]
  -  San José (dla par tej samej płci w 2015)[33]
- Stany Zjednoczone:
  -  Hawaje (1997)
  - miasto  Nowy Jork (1998)[34]
  -  Kalifornia (1999)[35]
  -  Dystrykt Kolumbii (2002)[36]
  -  Maine (2004)[37]
  -  New Jersey (2004)[38]
  -  Waszyngton (2007)[39]
  -  Oregon (2008)
  -  Wisconsin (2009)
  -  Kolorado (2009)[40]
  -  Nevada (2009)[41]
  -  Illinois (2011)
  - kilka hrabstw
- Francja
  -  Gwadelupa (1999)
  -  Martynika (1999)
  -  Saint-Barthélemy (1999)
  -  Saint-Martin (1999)
  -  Saint-Pierre i Miquelon (1999)
- Kanada:
  -  Nowa Szkocja (2001)[42]
  -  Quebec (2002)[43]
  -  Manitoba (2001)[44]
  -  Alberta (2003)[45]
- Grenlandia (1996–2015)[46]
- Meksyk:
  -  Colima (2013)[47]
  -  Jalisco (2013)[48]
  -  Campeche (2013)[49]
- Królestwo Niderlandów
  -  Aruba (2016)[50]

#### Azja
- Japonia
  -  Tokio
    -  Shibuya (2015)[51]
    -  Setagaya (2015)[51]

  - Iga (2016)[52]
  - Takarazuka (2016)[53]
  -  Naha (2016)[54]
  -  Sapporo (2016)[55]
- Tajwan
  -  Kaohsiung (2015)[56]
  -  Tajpej (2015)[57]
  -  Taizhong (2015)[58]
  -  Tainan (2016)[59]
  -  Nowe Tajpej (2016)[60]
  -  Jiayi (2016)[61]
  -  Taoyuan (2016)[62]
  -  Zhanghua (2016)[63]
  -  Xinzhu (2016)[64]
  -  Yilan (2016)[65]
  -  Jiayi (powiat) (2016)[66]

#### Europa
- Holandia (1998)
- Hiszpania:
  -  Katalonia (1998)[67]
  -  Aragonia (1999)[68][69]
  -  Kastylia-La Mancha (2000)[70]
  -  Nawarra (2000)[71]
  -  Walencja (2001)[72]
  -  Baleary (2002)[73]
  -  Andaluzja (2002)[74]
  -  Asturia (2002)[75]
  -  Madryt (2002)[76][77]
  -  Kastylia i León (2002)[78]
  -  Estremadura (2003)[79]
  -  Kraj Basków (2003)[80]
  -  Kantabria (2005)[81]
  -  Galicja (2008)[82][83]
  -  La Rioja (2010)[84]
- Francja (1999)
- Belgia (2000)
- Niemcy (2001)[85]
- Finlandia (2002–2017)[86][87]
- Luksemburg (2004)[88]
- Włochy (w całym kraju od 2016)[89]:
  -  Toskania (2004)
  -  Umbria (2004)
  -  Emilia-Romania (2004)
  -  Kampania (2004)
  -  Marche (2004)
  -  Wenecja Euganejska (2005)
  -  Apulia (2005)
  -  Lacjum (2005)
  -  Liguria (2006)
  -  Abruzja (2006)
  -  Sycylia (2015)[90]
  - miasto Bolonia
  - miasto  Padwa
  - miasto  Florencja
  - miasto Piza
  - miasto  Bolzano
  - miasto  Palermo
  - miasto  Neapol
  - miasto  Mediolan (2012)[91]
  - miasto  Genua
- Andora (2005)[92]
- Wielka Brytania (2005)[93]
  -  Wyspa Man (2011)[94]
  -  Jersey (2012)[95]
  -  Gibraltar (2014)[96]
- Czechy (2006)[97]
- Słowenia (2006)[98]
- Szwajcaria (2007)[99]
  -  Genewa (2001)
  -  Zurych (2002)
  -  Neuchâtel (2004)
- Węgry (2009)[100]
- Austria (2010)[101]
- Irlandia (2011)[102]
- Liechtenstein (2011)[103]
- Malta (2014)[104]
- Chorwacja (2014)[105]
- Cypr (2015)[106][107]
- Grecja (2015)[108]
- Estonia (2016)[109][110]
- San Marino (2018)[111]
- Monako (2020)[112]
- Czarnogóra (2021)[113]
- Łotwa (2024)[114]

#### Oceania
- Australia:
  -  Tasmania (2004)[115]
  -  Australia Południowa (2007)[116]
  -  Australijskie Terytorium Stołeczne (2008)[117]
  -  Wiktoria (2008)[118].
  -  Nowa Południowa Walia (2010)[119]
  -  Queensland (2012)[120]

### Honorowanie

#### Na świecie
W niektórych państwach regulacje prawne honorują zawarte za granicą związki partnerskie. Jednak rzadko jest to akceptacja bezwarunkowa. W Stanach Zjednoczonych pomimo istnienia zasady full faith and credit (pełnego, wzajemnego uznawania aktów i czynności prawnych dokonanych w innym stanie) prawo federalne dopuszcza odmowę skutków prawnych związkom niebędącymi małżeństwami różnopłciowymi. Uznania związków partnerskich poza granicami państwa, w którym został zawarty nie gwarantuje także w jej krajach Unia Europejska. Związki pozbawione konstytutywnych cech małżeństwa nie muszą być akceptowane przez polskiego ustawodawcę. Sprawy nie powiązane bezpośrednio z uznaniem związku, takie jak zobowiązania alimentacyjne, mogą być traktowane przez polskie sądy jako zobowiązania pozaumowne lub mogą być zastosowane przepisy analogiczne. Mimo to, większość państw, w tym Polska, zobowiązała się bez zastrzeżeń do akceptowania aktów prywatnego prawa międzynarodowego w kwestii związków partnerskich, które jej prawodawstwo ignoruje.

#### W Polsce
Polska nie uznaje obecnie formalnych związków partnerskich, w tym tych zawartych w krajach, gdzie są one możliwe, jednak kilkukrotnie składano propozycje ich uznania.
W 2004 senator Maria Szyszkowska przedstawiła projekt ustawy o zarejestrowanych związkach partnerskich Mimo wniosku 26 senatorów o „uczczenie pamięci” Jana Pawła II przez wycofanie inicjatywy ustawodawczej, projekt został zatwierdzony przez Senat, jednak nie został on poddany głosowaniu w Sejmie IV kadencji z powodu niewprowadzenia go przez ówczesnego Marszałka Sejmu Włodzimierza Cimoszewicza do porządku obrad. To spowodowało, że – zgodnie z zasadą dyskontynuacji – projekt przepadł.
W styczniu 2008 na zapytanie o kwestie regulacji prawnych związków partnerskich rzecznik rządu Donalda Tuska Agnieszka Liszka odpowiedziała: Rada Ministrów nie zajmowała się i nie będzie zajmować się tą sprawą.
W czerwcu 2009 powstała Grupa Inicjatywna ds. związków partnerskich, której celem jest przeprowadzanie konsultacji społecznych dotyczących oczekiwań w zakresie regulacji prawnej związków partnerskich w Polsce oraz zainicjowanie i kontynuacja debaty publicznej na ten temat. Po roku jej działania powstał projekt ustawy. Został on zaprezentowany w Sejmie 17 maja 2011 – z tej okazji wystosowano też apel do Marszałka Grzegorza Schetyny zaprezentowany na konferencji zorganizowanej w redakcji Gazecie Wyborczej.
W styczniu 2013 Sejm, po burzliwej dyskusji, głosami posłów PiS, SP, zdecydowanej większości posłów PO i PSL odrzucił w pierwszym czytaniu poselskie projekty ustaw o związkach partnerskich wraz z przepisami wprowadzającymi przygotowane przez SLD, RP oraz PO. Przed głosowaniem ówczesny minister sprawiedliwości Jarosław Gowin poinformował, że w ocenie jego resortu wszystkie przedstawione projekty są sprzeczne z art. 18 Konstytucji, z czym nie zgodził się premier Donald Tusk podkreślając, że w sprawie konstytucyjności rozpatrywanych projektów nie ma stanowiska żadnej instytucji rządowej. Premier Donald Tusk wygłosił przemówienie głosząc, że związki partnerskie to nie sprawa sumień, lecz przywództwa w partii, aczkolwiek nie wprowadzono dyscypliny partyjnej w tej sprawie, mimo stosowania jej nawet w sprawach dotyczących wicemarszałków sejmu.
Wraz z projektem ustawy o związkach partnerskich wniesiona została poprawka do ustawy z dnia 4 lutego 2011 r. Prawo prywatne międzynarodowe. Propozycja zmian obejmowała wprowadzenie nowego rozdziału o tytule „Sprawy partnerskie”. Propozycja zmian nie została uchwalona.
W lutym 2018 Nowoczesna złożyła ustawę o związkach partnerskich. 13 lipca 2019 przewodniczący PO Grzegorz Schetyna w ramach forum programowego Koalicji Obywatelskiej zapowiedział wprowadzenie rejestrowanych związków partnerskich (wobec których stanowisko PO wcześniej ewoluowało).
18 października 2024 Ministra ds. Równości Katarzyna Kotula z Lewicy przedstawiła projekt pierwszej w historii polskiej rządowej ustawy o związkach partnerskich (także dla par jednopłciowych). Po negocjacjach z rządowym koalicjantem PSL, usunięto z niego wcześniej planowany punkt dot. wewnętrzego przysposobienia. Projekt trafił do konsultacji międzyresortowych, podczas których mogą zajść w nim zmiany, w wyniku opinii z poszczególnych ministerstw. Po zakończeniu tego etapu, projekt ustawy trafi pod obrady Sejmu, gdzie odbędzie się pierwsze czytanie. W przypadku akceptacji przez większość posłów, projekt przejdzie do dalszych prac w komisjach. Istnieje również możliwość wprowadzenia poprawek na etapie prac parlamentarnych. Jeśli ustawa zostanie przyjęta, będzie to pierwszy krok w kierunku formalizacji związków partnerskich w Polsce, co może wpłynąć na prawa par nieheteronormatywnych oraz dalsze dyskusje na temat równości małżeńskiej.

### Zawieranie za granicą
Niektóre kraje dają możliwość zawarcia związku partnerskiego parom, które nie mieszkają na jego terytorium i nie mają jego obywatelstwa. Do tych krajów zaliczają się między innymi:
- Chorwacja
- Irlandia
- Malta
- Niemcy
- Wielka Brytania

Związek partnerski zawarty w tych krajach może być nieuznawany w kraju pochodzenia. Konieczna może być droga sądowa (zob. Orlandi i inni przeciwko Włochom).

## Debaty nad uznaniem

### Kraje
Debaty na temat formalnego uznawania związków tej samej i/lub różnej płci zostały zapoczątkowane w następujących krajach i jednostkach terytorialnych:
- Chiny
  -  Hongkong[143]
- Filipiny[144]
- Izrael[145]
- Japonia[146]
- Litwa[147]
- Panama[148]
- Peru[149]
- Polska[150] – na równi z debatą o uznaniu małżeństw osób tej samej płci[151][152][153][154]
- Rumunia[155][156]
- Serbia[157]
- Słowacja[158]
- Wenezuela[159]

### Przebieg debat

#### Argumenty za

##### Argument równouprawnienia
Zwolennicy stworzenia regulacji prawnych dla par osób tej samej płci i kraje które je wprowadziły uważają, iż orientacja seksualna nie powinna wpływać na prawa obywateli w obrębie społeczeństw i nie może być powodem do dyskryminacji w jakimkolwiek aspekcie życia społecznego. Osoby pozostające w związku z inną osobą tej samej płci nie powinny odczuwać nacisków ze strony środowiska by ukrywać swoją orientację seksualną, lub wstydzić się swoich związków lub publicznego okazywania uczuć, np. trzymania się za ręce, wzajemnych pocałunków, co w niektórych systemach prawnych jest zaliczane do wykroczeń. Zwolennicy uważają, że związki osób tej samej płci powinny być uznane, w tym samym lub podobnym stopniu, co związki osób różnej płci.

##### Argument pomyślności obywateli
Środowisko naukowe podkreśla negatywny wpływ dyskryminacji prawnej na funkcjonowanie psychiczne i społeczne nie tylko osób homoseksualnych, jak również reszty społeczeństwa, zwłaszcza ich rodzin. Ich zdaniem, niechęć względem prawnego uznania związków tej samej płci prowadzi do trwałego poczucia wykluczenia i napiętnowania mniejszości seksualnych, jak i tych, którzy są posądzani o bycie mniejszością seksualną. Psychologowie aktywnie wspierają równouprawnienie osób homoseksualnych i heteroseksualnych. Swoją postawę opierają na wynikach badań, które stwierdzają brak różnic między jakością związków tworzonych przez osoby homoseksualne i heteroseksualne, zdolnością do wychowywania dzieci przez te osoby, jak i brak różnic w ich zdrowiu psychicznym. Poseł Robert Biedroń ostrzegł, że wiele osób homoseksualnych opuściło Polskę z powodu dyskryminacji obywateli LGBT przez polski system prawny.

##### Argument sprawiedliwości społecznej
Zdaniem zwolenników potrzebne jest uregulowanie wielu kwestii, z którymi często spotykają się pary jednopłciowe. Mowa jest tu o takich prawach i obowiązkach jak przykładowo:
- automatyczna wspólnota majątkowa między partnerami,
- prawo do odwiedzin w szpitalu chorego partnera lub partnerki oraz informacji o jego lub jej stanie zdrowia,
- prawo do otrzymania dokumentacji o stanie zdrowia partnera lub partnerki,
- prawo o decydowaniu w kwestii dalszego leczenia partnera lub partnerki w przypadku ciężkiej choroby,
- prawo do odbioru korespondencji partnera lub partnerki,
- prawo do odbioru wynagrodzenia za pracę partnera lub partnerki,
- prawo do wspólnego opodatkowania partnerów lub partnerek,
- prawo do ubiegania się wspólnie o przyznanie kredytu,
- obowiązek alimentacyjny,
- prawo do renty bądź emerytury po zmarłym partnerze lub partnerce,
- prawo do odmowy składania zeznań przeciwko partnerowi lub partnerce,
- prawo do dziedziczenia ustawowego po zmarłym partnerze lub partnerce,
- prawo do organizowania pochówku partnera lub partnerki,
- prawo do reprezentacji partnera lub partnerki, np. przy wypożyczaniu książek i rezerwacji biletów
- prawo do wspólnego najmu: w razie śmierci jednego z partnerów lub jednej z partnerek, żyjący partner lub partnerka mogą przejąć najem,
- prawo do bycia traktowanymi jako osoby spokrewnione więzami emocjonalnymi

Niektóre z tych praw, które przysługują stabilnym związkom osób różnej płci teoretycznie mogłyby być rozwiązane dzięki umowom prawnym i notarialnym, lecz w praktyce te umowy bywają niehonorowane, a ich moc prawna jest bardzo ograniczona.

##### Argument ekonomiczny
Obywatele LGBT są obywatelami płacącymi podatki i pomimo tego, iż niektóre z praw par różnej płci mogłyby być dostępne dla osób pozostających w nieformalnych związkach partnerskich w Polsce, dzięki podpisaniu stosownego pełnomocnictwa spisywanego u notariusza lub w inny sposób, te deklaracje notarialne są często bezwartościowe, ponieważ są pozbawione mocy prawnej i bywają niehonorowane. Są one także związane z wysokimi opłatami bądź podatkiem, z których zwolnieni są małżonkowie, bez względu na to czy posiadają potomstwo, czy nie.
Według Richarda Floridy wysoki poziom tolerancji przyciąga ludzi twórczych oraz umożliwia im publiczne funkcjonowanie. Amerykański ekonomista posługuje się wskaźnikiem nazywanym „Gay Index”, czyli odsetkiem osób jawnie deklarujących orientację homoseksualną. W miastach gdzie poziom tolerancji jest wyższy rozwój nauki i przemysłu jest większy.

##### Argument religijny
Odpierając stanowisko katolicyzmu, religijni zwolennicy wprowadzenia związków partnerskich twierdzą, że podstawowym celem małżeństwa, jak i związku partnerskiego jest stworzenie społecznej i prawnej platformy dla wzajemnej miłości i wzajemnego wsparcia małżonków lub partnerów czy partnerek. Funkcje rodzicielskie i wychowawcze w małżeństwie lub są dobrowolne i zazwyczaj nie obejmują całego okresu trwania małżeństwa, a prawa jakie posiadają małżonkowie w większości nie zależą od faktu posiadania dzieci. Zwolennicy są zdania, że strach przed wprowadzeniem związków partnerskich jest strachem przed zmianą.
Papież Franciszek jeszcze jako kardynał zaproponował związki partnerskie jako „mniejsze zło”, kiedy w Argentynie trwała debata nad uznaniem małżeństw osób tej samej płci. Kościoły państwowe m.in.: Szwecji, Danii i Holandii błogosławią związki zarówno tej samej, jak i różnej płci. Kościół katolicki sprzeciwia się jednak związkom osób tej samej płci.

##### Argument biurokratyczny
Pomimo tego, że związek partnerski można do pewnego stopnia stworzyć poprzez notariusza, jest to kosztowne, a także istnieje problem z ich uznawaniem. Formalności związane z załatwieniem wszystkich umów są bardzo skomplikowane, czasochłonne, a jednocześnie bywają niehonorowane.

##### Argument konstytucyjny
Konstytucja Rzeczypospolitej Polskiej nie zabrania możliwości zawierania związków partnerskich, choć przeciwnicy twierdzą inaczej, a konstytucja winna być interpretowana z życzliwością względem obywateli Polski, kierując się preambułą i innymi przepisami prawa. Przykładami są:

Art. 1.

Rzeczpospolita Polska jest dobrem wspólnym wszystkich obywateli.

Art. 2.

Rzeczpospolita Polska jest demokratycznym państwem prawnym, urzeczywistniającym zasady sprawiedliwości społecznej.

Art. 31.

Wolność człowieka podlega ochronie prawnej.

Każdy jest obowiązany szanować wolności i prawa innych.

Art. 32.

Wszyscy są wobec prawa równi. Wszyscy mają prawo do równego traktowania przez władze publiczne.

Nikt nie może być dyskryminowany w życiu politycznym, społecznym lub gospodarczym z jakiejkolwiek przyczyny.

##### Argument patriotyczny i reputacji Polski
Tradycyjnie Królestwo Polskie, Korona Królestwa Polskiego, Rzeczpospolita Obojga Narodów, których spadkobierczynią jest III Rzeczpospolita (współczesna Polska), były krajami postępowymi i tolerancyjnymi.
Obecnie Polska jest postrzegana na świecie jako kraj homofobiczny. Unikanie wprowadzenia związków partnerskich zostało nazwane przez posła Tadeusza Iwińskiego ciosem w reputację Polski, a przez profesora Jana Hartmana wstydem dla polskiej demokracji

##### Argument rodzinny
Rodziny LGBT istnieją nawet w tych społeczeństwach, które są im wrogie. Związki partnerskie dałyby rodzinom LGBT więcej stabilności i umożliwiałyby rodzicom lub opiekunom przekazanie opieki nad osieroconym dzieckiem w przypadku śmierci jednego rodzica lub opiekuna, na rzecz jego lub jej żyjącego partnera lub partnerki.

##### Argument zmian społecznych
Związki partnerskie są uznawane w państwach otwartych, a zmiany społeczne w Polsce są bardzo dynamiczne na korzyść możliwości zawierania związków partnerskich, zwłaszcza tej samej płci: w 2002 jedynie 15% Polaków popierało związki partnerskie tej samej płci, w 2010 już 45%, w 2013 – 47%, a w 2017 – 52%. Rośnie liczba konkubinatów, które nie mają dostępu przynajmniej do części praw małżeństw.

#### Argumenty przeciw

##### Argumenty religijne i moralne
Zgodnie z doktryną kościoła katolickiego, islamu, judaizmu ortodoksyjnego, bahaizmu, hinduizmu i wielu sekt indyjskich małżeństwo jest uświęconym przez Boga związkiem kobiety i mężczyzny. Kościół katolicki jest przeciwny wprowadzaniu pozamałżeńskich regulacji prawnych, zwłaszcza dotyczących osób tej samej płci. Rejestrowane związki partnerskie według doktryny tego wyznania nie spełniają wymogów małżeństwa, gdyż związek ten skierowany jest, zgodnie z nauką tego Kościoła, do dobra zarówno kobiety i mężczyzny oraz głównie w celach prokreacji. Według Kościoła katolickiego wprowadzanie w prawie zapisu o związkach partnerskich jest „legalizacją zła”. Jednocześnie Kościół katolicki oczekuje od swoich wiernych „przeciwstawienia się zalegalizowaniu prawnemu związków homoseksualnych” i zaleca osobom homoseksualnym celibat, zaś wobec parlamentarzystów katolickich, którzy „mają do czynienia z prawem przychylnym związkom homoseksualnym”, nakłada „obowiązek moralny” wyraźnego publicznego sprzeciwu i głosowania przeciw projektowi ustawy. Ks. prof. Andrzej Szostek, etyk z Katolickiego Uniwersytetu Lubelskiego uważa, że związki partnerskie (również dla par heteroseksualnych) prowadzą do „pomnożenia chaosu społecznego”. Teolog ks. Giovanni Cavalcoli stwierdził, iż trzęsienie ziemi w centralnych Włoszech, w których zginęły setki osób, są ‘karą boską’ za uznanie we włoskim prawie związków partnerskich, które jego zdaniem „obrażają rodzinę” i „godność małżeństwa”.

##### Argument konstytucyjny
Według Marka Biernackiego związki quazi-małżeńskie proponowane w przedstawianych w polskim sejmie projektach ustaw o związkach partnerskich były niezgodne z konstytucją. W wywiadzie dla prasy polityk zaznaczył, że jest to wypowiedź prywatna.

Art. 18.
Małżeństwo jako związek kobiety i mężczyzny, rodzina, macierzyństwo i rodzicielstwo znajdują się pod ochroną i opieką Rzeczypospolitej Polskiej.

##### Argument nierównego traktowania

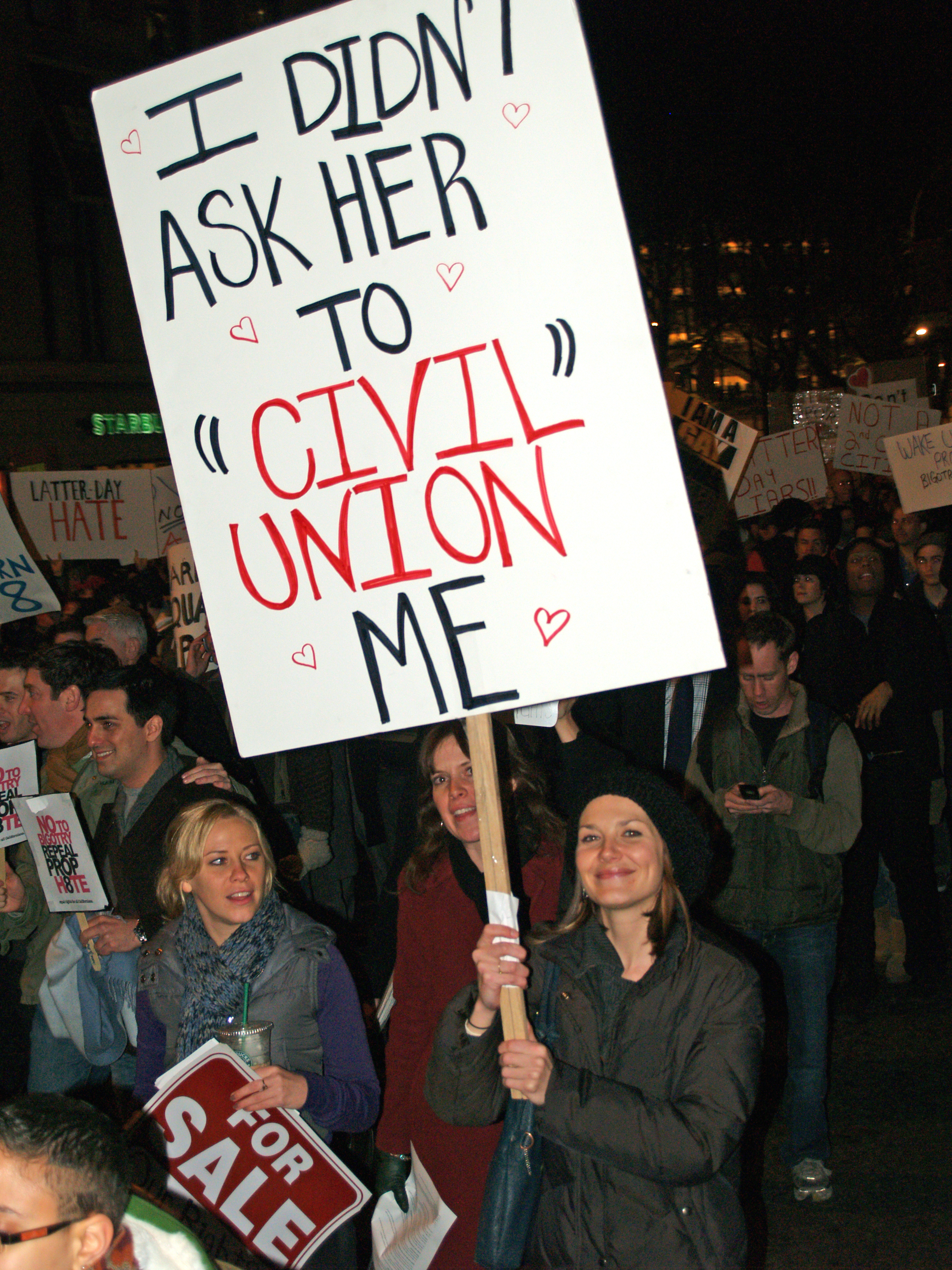
Kobieta trzymająca baner z napisem „Nie pytałam jej, czy zawrze ze mną związek partnerski”

Do przeciwników związków partnerskich należą działacze LGBT, którzy uznają związki partnerskie jako dyskryminującą i poniżającą alternatywę dla małżeństwa. Ich zdaniem wcześniej nieznany termin jest zaproszeniem do nierównego traktowania, kiedy celem równouprawnienia powinna być równość małżeństw. Ci działacze podkreślają, że możliwość zawierania małżeństw tej samej płci nie krzywdzi nikogo, ponieważ wszystkie małżeństwa mają prawa i obowiązki, a może krzywdzić przez stygmatyzację dzieci par tej samej płci.

##### Argument niewystarczającego poparcia
Istnieje duży stopień poparcia dla związków partnerskich osób różnej płci pozostających w stałych związkach (85% w Polsce), który jest dużo mniejszy dla związków tej samej płci. Stąd wiele debat na temat uznania związków partnerskich skupia się na tych właśnie związkach osób tej samej płci i homoseksualizmie. W przypadku Polski, choć większość ankietowanych – 57% nie akceptuje legalizacji małżeństw homoseksualnych, to 52% wyraża zgodę na legalizację związków partnerskich osób tej samej płci.
| Poparcie dla związków partnerskich (sondaż CBOS) | dla par różnej płci | dla par różnej płci | dla par tej samej płci | dla par tej samej płci |
| Poparcie dla związków partnerskich (sondaż CBOS) | TAK                 | NIE                 | TAK                    | NIE                    |
| ------------------------------------------------ | ------------------- | ------------------- | ---------------------- | ---------------------- |
| Procent uczestników (II 2013)                    | 85%                 | 11%                 | 33%                    | 60%                    |

| Poparcie dla związków partnerskich (sondaż OBOP) | dla par różnej płci | dla par różnej płci | dla par tej samej płci | dla par tej samej płci |
| Poparcie dla związków partnerskich (sondaż OBOP) | TAK                 | NIE                 | TAK                    | NIE                    |
| ------------------------------------------------ | ------------------- | ------------------- | ---------------------- | ---------------------- |
| Procent uczestników (III 2013)                   | 67%                 | 34%                 | 47%                    | 53%                    |

| Poparcie dla związków partnerskich (Sondaż Homo Homini) | VI 2013 | VI 2013 |
| Poparcie dla związków partnerskich (Sondaż Homo Homini) | TAK     | NIE     |
| ------------------------------------------------------- | ------- | ------- |
| Procent uczestników                                     | 55%     | 39%     |

| Poparcie dla związków partnerskich osób tej samej płci (sondaż PBS) | X 2013 | X 2013 |
| Poparcie dla związków partnerskich osób tej samej płci (sondaż PBS) | TAK    | NIE    |
| ------------------------------------------------------------------- | ------ | ------ |
| Procent uczestników                                                 | 40%    | 46%    |

| Poparcie dla związków partnerskich osób tej samej płci (sondaż IPSOS) | VI 2017 | VI 2017 |
| Poparcie dla związków partnerskich osób tej samej płci (sondaż IPSOS) | TAK     | NIE     |
| --------------------------------------------------------------------- | ------- | ------- |
| Procent uczestników                                                   | 52%     | 43%     |

## Poparcie społeczne

### Zmienność poparcia
Poparcie społeczne wobec związków partnerskich osób tej samej płci podlega ciągłym zmianom, np. w Polsce i Słowacji, z rosnącym poparciem, przy czym obydwa te kraje nie uznają związków partnerskich (np. osób tej samej płci).
| Poparcie dla: (sondaż CBOS)               | 2002 | 2002    | 2003 | 2003    | 2005 | 2005    | 2008 | 2008    | 2010 | 2010    | 2011 | 2011    | 2013 | 2013    |
| Poparcie dla: (sondaż CBOS)               | ZA   | PRZECIW | ZA   | PRZECIW | ZA   | PRZECIW | ZA   | PRZECIW | ZA   | PRZECIW | ZA   | PRZECIW | ZA   | PRZECIW |
| ----------------------------------------- | ---- | ------- | ---- | ------- | ---- | ------- | ---- | ------- | ---- | ------- | ---- | ------- | ---- | ------- |
| związków partnerskich osób tej samej płci | 15%  | 76%     | 34%  | 56%     | 46%  | 44%     | 41%  | 48%     | 45%  | 47%     | 25%  | 65%     | 33%  | 60%     |

| Poparcie dla: (sondaże Iniciatíva Inakosť i Focus) | 2008 | 2008    | 2009 | 2009    | 2012 | 2012    | 2015  | 2015    |
| Poparcie dla: (sondaże Iniciatíva Inakosť i Focus) | ZA   | PRZECIW | ZA   | PRZECIW | ZA   | PRZECIW | ZA    | PRZECIW |
| -------------------------------------------------- | ---- | ------- | ---- | ------- | ---- | ------- | ----- | ------- |
| związków partnerskich osób tej samej płci          | 42%  | 44,8%   | 45%  | 41%     | 47%  | 38%     | 50,4% | 34,7%   |

### Poparcie w wybranych krajach świata
| Kraj     | Sondażownia                                | Rok  |         | Za    | Przeciw | Nie wiedzą/Obojętni/Nie dali odpowiedzi/Inne |
| -------- | ------------------------------------------ | ---- | ------- | ----- | ------- | -------------------------------------------- |
| Czechy   | Centrum pro výzkum veřejného mínění (CVVM) | 2017 | [ 225 ] | 76%   | 19%     |                                              |
| Estonia  | Turu-uuringute AS                          | 2012 | [ 226 ] | 46%   | 46%     |                                              |
| Grecja   | Focus Bari                                 | 2015 | [ 227 ] | 70%   | 10%     |                                              |
| Litwa    | Vilmorus                                   | 2013 | [ 228 ] | 7%    | 79%     |                                              |
| Polska   | IPSOS                                      | 2017 | [ 229 ] | 52%   | 43%     |                                              |
| Słowacja | Focus                                      | 2015 | [ 224 ] | 50,4% | 34,7%   |                                              |

## Chronologia
| 1989 | - 1 października: Dania jako pierwszy kraj na świecie umożliwiła formalizację związków par tej samej płci. |
| 1993 | - Związki partnerskie zostały przegłosowane i weszły w życie w Norwegii (możliwość adopcji od roku 2002). W 2008 roku zostały zastąpione przez małżeństwa jednopłciowe. |
| 1995 | - Związki partnerskie wprowadzono w Szwecji. W kwietniu 2009 roku zastąpiono je małżeństwami jednopłciowymi. |
| 1996 | - Związki partnerskie z możliwością adopcji dziecka osoby partycypującej wprowadzono w Islandii (wspólna adopcja od roku 2006). Prawo zostało zastąpione przez małżeństwa jednopłciowe w roku 2010. |
| 1998 | - 1 stycznia: Formalizacja związków partnerskich par tej samej płci w Holandii. |
| 1999 | - Związki partnerskie we Francji i Kalifornii. |
| 2000 | - 21 grudnia: Zmiany w ustawie Prawa Cywilnego – formalizacja związków małżeńskich par tej samej płci w Holandii i prawo do adopcji dzieci z holenderskim obywatelstwem (ustawa weszła w życie 1 kwietnia 2001) |
| 2001 | - 16 lutego: w Niemczech weszła w życie ustawa o rejestrowanych związkach partnerskich (niem. eingetragene Lebenspartnerschaft) osób tej samej płci. |
| 2002 | - 5 czerwca: Szwecja wprowadziła przepis, według którego pary tej samej płci mogą starać się o adopcję. |
| 2003 | - 17 września: związki partnerskie zostały przegłosowane w Tasmanii. Prawo weszło w życie 1 stycznia 2004 roku. |
| 2004 | - 17 listopada: Brytyjska Izba Lordów uchwaliła ustawę o związkach partnerskich. - 8 grudnia: Parlament Nowej Zelandii wprowadził (za 65, przeciw 55) związki partnerskie, ale odrzucono poprawki dotyczące małżeństw par tej samej płci. - 8 grudnia: Izraelski rząd zasygnalizował, że planuje możliwość formalizacji związków par tej samej płci i nada im pewne przywileje. |
| 2005 | - 22 lutego: Rząd brytyjski ogłosił wprowadzenie w życie 5 grudnia 2005 roku ustawy o związkach partnerskich (ang. Civil Partnership Act) na obszarze całej Wielkiej Brytanii. - 5 czerwca: w głosowaniu powszechnym szwajcarski kanton Zurych przyjął ustawę o związkach partnerskich par tej samej płci(PartG), wchodzącą w życie 1 stycznia 2007. - 28 października: Sąd Najwyższy amerykańskiego stanu Alaska orzekł, że ograniczony dostęp do przywilejów, jakie posiadają partnerzy w związkach małżeńskich, a jakich nie mogą posiadać partnerzy żyjący w związkach partnerskich, jest niekonstytucyjny. Nakazał zmiany w prawie do końca 2006 roku. |
| 2006 | - 15 marca: Parlament Czech zatwierdził ustawę o związkach partnerskich osób tej samej płci, tym samym odrzucił próbę zablokowania tej ustawy przez prawicowego prezydenta Czech, Vaclava Klausa (za 101 głosów, przeciw 99). - 23 lipca: W Słowenii wejście w życie ustawy o związkach partnerskich. - wrzesień: Senat Urugwaju uchwalił ustawę wprowadzającą w prawie instytucję związku partnerskiego dla osób tej samej i różnej płci. - 25 października: Sąd Najwyższy amerykańskiego stanu New Jersey uznał, opierając się na zasadzie równości, że nie można odmawiać osobom żyjącym w związkach homoseksualnych prawa do przywilejów jakie posiadają małżeństwa. Jednocześnie nakazał stosowne zmiany w prawie stanowym. - 13 listopada: Władze miasta Meksyk wprowadziły w prawie, po raz pierwszy w historii państwa Meksyk, formalne związki partnerskie osób tej samej płci dla par żyjących w stolicy kraju. - 8 grudnia: Parlament stanu Australii Południowej uchwalił ustawę o związkach partnerskich nadającą parom dowolnej płci większość praw, jakie posiadają pary w związkach małżeńskich. - 14 grudnia: Parlament stanowy amerykańskiego stanu New Jersey uchwalił ustawę o związkach partnerskich, dającą te same prawa i obowiązki parom osób tej samej płci, jakie daje małżeństwo. |
| 2007 | - 1 stycznia: W Szwajcarii wejście w życie ustawy o związkach partnerskich dającej większość praw, jakie posiadają małżeństwa dla par tej samej płci. - 11 stycznia: Legislatura stanu Coahuila w Meksyku uchwaliła ustawę o formalnych związkach partnerskich dla par tej samej płci. - 1 lutego: Parlament Włoch przegłosował pracę nad ustawą wprowadzającą rejestrowane związki partnerskie. - 21 kwietnia: Chris Gregoire, gubernator amerykańskiego stanu Waszyngton, podpisał ustawę o związkach partnerskich. - 26 kwietnia: Senat amerykańskiego stanu New Hampshire przegłosował wprowadzenie związków partnerskich. Ustawa weszła w życie 1 stycznia 2008 roku. - 9 maja: Gubernator amerykańskiego stanu Oregon Ted Kulongoski podpisał Oregon Family Fairness Act, która wprowadza na terenie tego stanu związki partnerskie pod nazwą domestic partnership. Ustawa weszła w życie 1 stycznia 2008 roku. - 17 grudnia: Węgierski parlament przyjął ustawę wprowadzającą w kraju związki partnerskie dające te same prawa co małżeństwo z wyjątkiem praw adopcyjnych. Ustawa weszła w życie 1 stycznia 2009 roku - 19 grudnia: Parlament Urugwaju uchwalił ustawę o związkach partnerskich. 27 grudnia prezydent Urugwaju Tabaré Vázquez podpisał ustawę, prawo weszło w życie 1 stycznia 2008 roku. |
| 2008 | - 27 marca: Mariela Castro, córka Raúla Castro, zapowiedziała, że w czerwcu parlament Kuby będzie głosował nad ustawą regulującą związki partnerskie. Głosowanie nie odbyło się. - 1 kwietnia: Europejski Trybunał Sprawiedliwości rozpatrując sprawę Tadao Maruko przeciwko Versorgungsanstalt der deutschen Bühnen orzekł, iż odmowa przyznania renty rodzinnej zarejestrowanemu partnerowi związku partnerskiego stanowi bezpośrednią dyskryminację ze względu na orientację seksualną przy założeniu, że pozostali przy życiu małżonkowie i pozostali przy życiu zarejestrowani partnerzy znajdują się w porównywalnej sytuacji w odniesieniu do tej renty rodzinnej. Według niektórych opinii wyrok oznacza, iż w krajach Unii, w których wprowadzono w prawie rejestrowane związki partnerskie, partnerzy tej samej płci powinni posiadać takie same prawa, jak małżonkowie. - 17 kwietnia: Konstytucyjny Sąd Kolumbii wydał orzeczenie, w którym stwierdził, iż pary osób tej samej płci powinny mieć te same prawa i przywileje dotyczące emerytury, opieki zdrowotnej jak pary przeciwnej płci w małżeństwie. Zdaniem sędziów, wykluczenie partnerów związków jednopłciowych narusza podstawowe prawa o niedyskryminacji i godności człowieka. Jednocześnie sąd stwierdził, iż wyrok nie oznacza automatycznego wprowadzenia związków partnerskich w prawie – to leży w autonomii Kongresu Narodowego Kolumbii. - 3 lipca: Ministerstwo Sprawiedliwości Estonii ogłosiło, iż pracuje nad ustawą o związkach partnerskich. Zgodnie z zapowiedziami ustawa ma być głosowana przez estoński parlament w 2009 roku. |
| 2009 | - Związki partnerskie przyjmują Ekwador, stany USA Waszyngton i Oregon, Australijskie Terytorium Stołeczne i Wiktoria (stan), a wcześniej uchwalone ustawy w stanie USA New Hampshire i Urugwaju wchodzą w życie. |
| 2010 | - Związki partnerskie przyjmują Węgry, Kolumbia, stany USA Waszyngton i Nevada oraz Austria - 10 sierpnia: Główny sąd w Kostaryce zablokował możliwość referendum w sprawie związków partnerskich. Uzasadniając swoje postanowienie sędziowie stwierdzili, że postawiłoby to mniejszość seksualną w sytuacji dla nich niekorzystnej oraz że to sprawa legislacyjna, a nie wyborcza. |
| 2011 | - 1 stycznia: W Irlandii weszło w życie prawo o związkach partnerskich. - 5 maja: sędziowie Sądu Najwyższego w Brazylii zagłosowali by 112 praw, z których korzystają małżeństwa różnej płci przysługiwały także związkom tej samej płci. Decyzja została przyjęta 10–0 z jednym sędzią, który wstrzymał się, ponieważ mówił publicznie na korzyść związków tej samej płci, kiedy był adwokatem. Zarządzenie dało parom tej samej płci te same prawa finansowe i socjalne, z których korzystają ludzie pozostający w związkach różnej płci. - 17 maja: W Polsce złożono projekt ustawy o umowie związku partnerskiego do Sejmu Nie został on przyjęty. - 19 czerwca: 68,8% biorących udział w referendum w Liechtensteinie poparło wprowadzone w marcu związki partnerskie oparte na modelu szwajcarskim; wynik jest wiążący. |
| 2012 | - Związki partnerskie na wyspie Man oraz w amerykańskich stanach Delaware i na Hawajach. |
| 2013 | - 25 stycznia: W Polsce odrzucenie przez Sejm poselskich projektów ustaw o związkach partnerskich przygotowanych przez SLD, RP oraz PO. |
| 2014 | - Związki partnerskie zostały wprowadzone na Gibraltarze, Malcie i w Chorwacji. - 9 października: Estoński parlament uchwalił ustawę o związkach partnerskich, legalizującą także takie związki osób tej samej płci. Związkom partnerskim przyznaje ona niemal takie same prawa, jak małżeństwom. Ustawa weszła w życie w styczniu 2016. |
| 2015 | - 21 lipca Europejski Trybunał Praw Człowieka w sprawie Oliari i inni przeciwko Włochom zobowiązuje kraje Rady Europy do prawnego uznawania związków osób tej samej płci. |
| 2016 | - 11 maja: Włoski parlament uchwalił ustawę o związkach partnerskich (wyłącznie dla osób tej samej płci) i wprowadził możliwość podpisania umowy kohabitacyjnej (dla wszystkich par). Ustawa weszła w życie 5 czerwca 2016. |
| 2017 | - 14 grudnia Europejski Trybunał Praw Człowieka w sprawie Orlandi i inni przeciwko Włochom zobowiązuje kraje Rady Europy do prawnego uznawania małżeństw osób tej samej płci zawartych w innych krajach. |

## Adopcja
Adopcja przez pary jednopłciowe legalna
     Adopcja przez partnera związku jednopłciowego legalna
     Adopcja dozwolona przez samotną osobę LGBT
     Brak praw do adopcji / brak informacji

Prawo do adopcji dzieci przez pary jednopłciowe na świecie
Adopcja przez pary jednopłciowe legalna
Adopcja przez partnera związku jednopłciowego legalna
Adopcja dozwolona przez samotną osobę LGBT
Brak praw do adopcji / brak informacji

Rejestrowane związki partnerskie umożliwiają parom jednopłciowym adopcję dzieci tylko w niektórych krajach. W Finlandii, Niemczech i Izraelu prawo adopcji ma jedna z osób pozostająca w związku partnerskim, nie ma zaś tego prawa para. W Polsce i Rumunii adoptować może osoba samotna.
W Niemczech w wyniku decyzji Trybunału Konstytucyjnego partner w związku jednopłciowym otrzymał prawo adopcji dziecka, którego rodzicem biologicznym lub adopcyjnym jest drugi uczestnik związku. Uznano, że takie rozwiązanie umożliwia lepszą opiekę nad dzieckiem oraz zapewnia mu możliwość dziedziczenia po obu uczestnikach związku, pod których opieką i rodzicielstwem pozostaje.
Z 78 badań naukowych, 74 potwierdzają, że dzieci wychowywane przez homoseksualnych rodziców rozwijają się prawidłowo. Podobnie, organizacje skupujące psychologów: Amerykańskie Towarzystwo Psychologiczne, Amerykańskie Towarzystwo Psychiatryczne, Amerykańskie Towarzystwo Psychoanalityczne, Amerykańska Akademia Pediatryczna, Kanadyjskie Towarzystwo Psychologiczne i Amerykańska Akademia Psychiatrii Dzieci i Młodzieży.

## Statystyki
Ponad 90% umów partnerskich zawartych we Francji w 2006 roku dotyczyło par heteroseksualnych. W roku 2010 związki między osobami tej samej płci stanowiły 4,4% związków partnerskich zawieranych we Francji. Pomimo to, niektórzy przeciwnicy związków partnerskich twierdzą, że związki partnerskie to związki tylko tej samej płci.
Prawo o „zarejestrowanych związkach partnerskich” m.in. we Francji (związek nazywany PACS) stosuje się dla dwóch osób, które nie chcą lub nie mogą zawrzeć małżeństwa. PACS-y stanowiły 17,7% wszystkich rodzajów legalnych związków zawieranych we Francji w 2005 roku (reszta to małżeństwa). Związki partnerskie obejmują pary jednej płci i pary odmiennej płci także w Nowej Zelandii, Urugwaju, Brazylii oraz 6 stanach USA. W Brazylii w roku 2012 notariusz zarejestrował także związek partnerski dwóch kobiet i jednego mężczyzny.

## Przykładowe związki

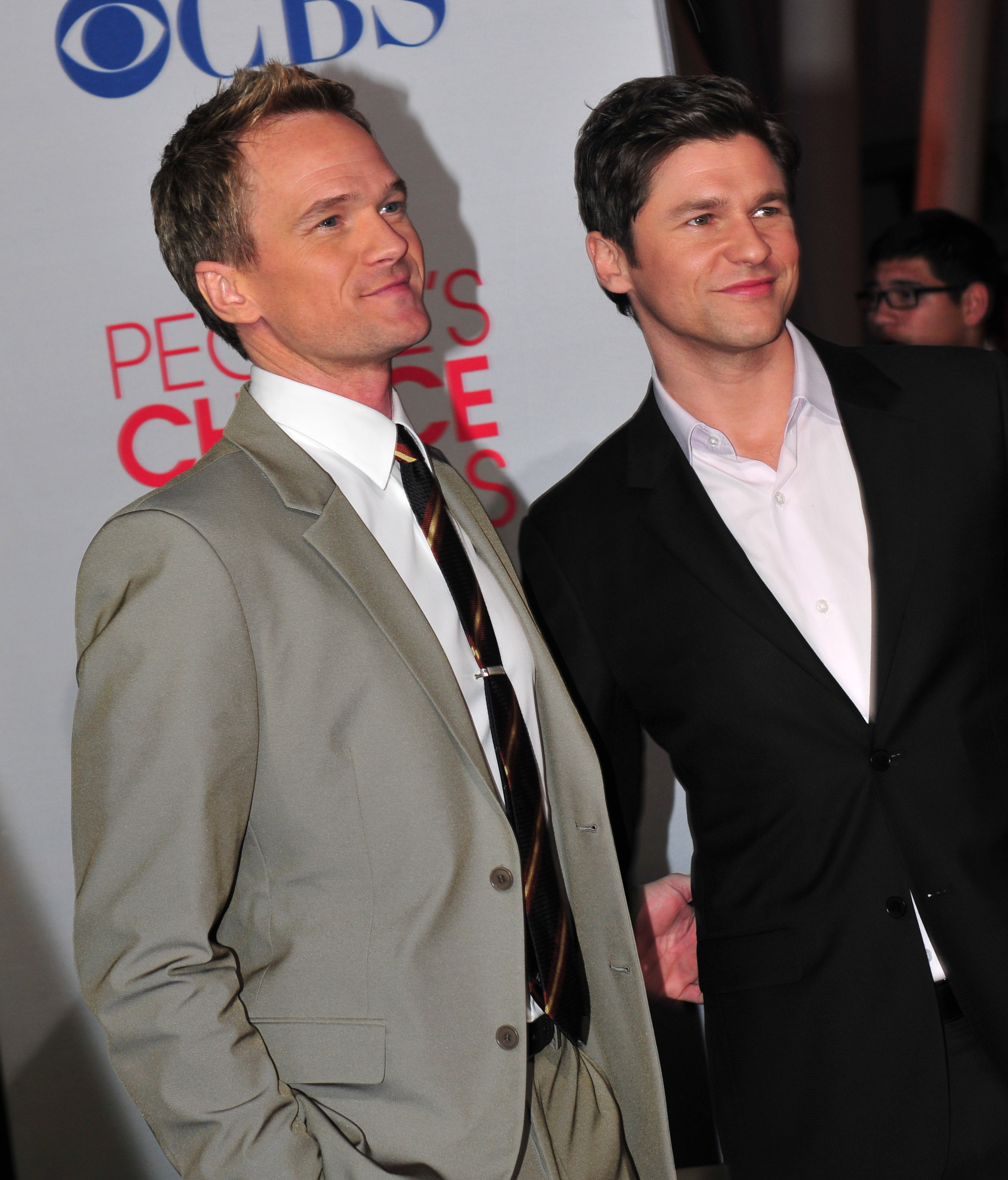
Neil Patrick Harris i David Burtka

- 1 października 1989 – Kopenhaga, Dania – Axel Axgil i Eigil Axgil zawarli pierwszy zarejestrowany na świecie związek partnerski[270]
- marzec 2001 – Kolonia, Niemcy – Hella von Sinen, komediantka i gwiazda telewizyjna formalnie zawarła związek z Cornelią Scheel, córką byłego prezydenta Niemiec, Waltera Scheela
- 4 stycznia 2002 – Sztokholm, Szwecja – Per-Kristian Foss, norweski polityk konserwatywny i minister finansów w latach 2001–2005 oraz Jan Erik Knarbakk
- 20 września 2003 – Malibu, Kalifornia – Melissa Etheridge, nagrodzona Grammy gitarzystka, piosenkarka i aktorka oraz Tammy Lynn Michaels zawarły związek partnerski (bez ceremonii)
- 21 grudnia 2005 – Londyn, Wielka Brytania – Elton John, brytyjski muzyk oraz David Furnish, kanadyjski producent filmowy, zawarli związek partnerski, później przekształcony w małżeństwo
- 1 lutego 2007 – Saltillo, stan Coahuila – Meksyk – Karina Almaguer oraz Karla Lopez zawarły pierwszy rejestrowany związek partnerski w Meksyku
- 12 października 2007 – Dukinfield, Anglia – Waldemar Zboralski oraz Krzysztof Nowak zawarli pierwszy rejestrowany związek partnerski Polaków (poza granicami Polski)[271].

### Książki
- John Boswell: Same Sex Unions in Premodern Europe. Nowy Jork: 1994. ISBN 0-679-432280. Brak numerów stron w książce
- Miłość nie wyklucza (serwis kampanii społecznej i kompendium wiedzy na temat związków partnerskich)

### Artykuły
- „Zakazane związki” (serwis „Racjonalista”)
- Związki partnerskie w Polsce i na świecie (serwis w portalu Kobiety Kobietom)
- Związki na tak!, Mariusz Kurc, Krzysztof Tomasik. innastrona.pl. [zarchiwizowane z tego adresu (2010-02-04)]. (serwis Innastrona.pl)
- Związki jednopłciowe. Polska, Europa, Świat, Mariusz Kurc. homoseksualizm.org.pl. [zarchiwizowane z tego adresu (2011-08-22)]. (serwis Homoseksualizm.org.pl)
- http://www.innastrona.pl/newsy/4959/nowy-jork-mowi-tak/